# Nubiella atentaculata
Nubiella atentaculata är en nässeldjursart som beskrevs av Xua och Huang 2004. Nubiella atentaculata ingår i släktet Nubiella och familjen Bougainvilliidae. Inga underarter finns listade i Catalogue of Life.